# Naisten I-divisioona 2017
La Naisten I-divisioona 2017 è la 9ª edizione del campionato di football americano di secondo livello femminile, organizzato dalla SAJL.

## Squadre partecipanti
| Club               | Città     | Stadio | Sponsor ufficiale | Risultato nella stagione 2016 |
| ------------------ | --------- | ------ | ----------------- | ----------------------------- |
| Hyvinkää Falcons   | Hyvinkää  |        |                   |                               |
| Jyväskylä Jaguars  | Jyväskylä |        |                   |                               |
| Mikkeli Bouncers   | Mikkeli   |        |                   |                               |
| Tampere Saints     | Tampere   |        |                   |                               |
| West Coast Phoenix | Raisio    |        |                   |                               |

## Stagione regolare

### Calendario

#### 1ª giornata
| Riihimäki 20 maggio 2017, ore 12:00 | Hyvinkää Falcons | 0 – 30 (d.g.s.) | West Coast Phoenix | Keskusurheilupuistoi |

| Jyväskylä 21 maggio 2017, ore 12:00 | Jyväskylä Jaguars | 0 – 54 | Mikkeli Bouncers | Palokan liikuntapuisto |

#### 2ª giornata
| Hyvinkää 27 maggio 2017, ore 13:00 | Hyvinkää Falcons | 0 – 30 (d.g.s.) | Jyväskylä Jaguars | Kankurin kenttä |

| Mikkeli 28 maggio 2017, ore 15:30 | Mikkeli Bouncers | 0 – 12 | Tampere Saints | Urpolan tekonurmi |

#### 3ª giornata
| Jyväskylä 4 giugno 2017, ore 12:00 | Jyväskylä Jaguars | 0 – 24 | Tampere Saints | Viitaniemen liikuntapuisto |

| Raisio 4 giugno 2017, ore 14:00 | West Coast Phoenix | 0 – 32 | Mikkeli Bouncers | Kerttulan urheilukenttä |

#### 4ª giornata
| Hyvinkää 8 luglio 2017, ore 13:00 | Hyvinkää Falcons | 8 – 14 | Tampere Saints | Kankurin kenttä |

| Raisio 8 luglio 2017, ore 14:00 | West Coast Phoenix | 2 – 18 | Jyväskylä Jaguars | Kerttulan urheilukenttä |

#### 5ª giornata
| Tampere 15 luglio 2017, ore 16:00 | Tampere Saints | 34 – 12 | West Coast Phoenix | Pyynikin urheilukenttä |

| Mikkeli 16 luglio 2017, ore 14:30 | Mikkeli Bouncers | 22 – 7 | Hyvinkää Falcons | Urpolan tekonurmi |

#### 6ª giornata
| Raisio 23 luglio 2017, ore 14:00 | West Coast Phoenix | 30 – 0 | Hyvinkää Falcons | Kerttulan urheilukenttä |

| Mikkeli 23 luglio 2017, ore 14:30 | Mikkeli Bouncers | 26 – 8 | Jyväskylä Jaguars | Urpolan tekonurmi |

#### 7ª giornata
| Jyväskylä 29 luglio 2017, ore 12:00 | Jyväskylä Jaguars | 30 – 0 | Hyvinkää Falcons | Viitaniemen liikuntapuisto |

| Tampere 29 luglio 2017, ore 16:00 | Tampere Saints | 33 – 12 | Mikkeli Bouncers | Pyynikin urheilukenttä |

#### 8ª giornata
| Mikkeli 6 agosto 2017, ore 14:30 | Mikkeli Bouncers | 26 – 0 | West Coast Phoenix | Urpolan tekonurmi |

| Tampere 6 agosto 2017, ore 16:00 | Tampere Saints | 14 – 8 | Jyväskylä Jaguars | Pyynikin urheilukenttä |

#### 9ª giornata
| Tampere 12 agosto 2017, ore 16:00 | Tampere Saints | 25 – 0 | Hyvinkää Falcons | Pyynikin urheilukenttä |

| Jyväskylä 13 agosto 2017, ore 15:00 | Jyväskylä Jaguars | 0 – 12 | West Coast Phoenix | Viitaniemen liikuntapuisto |

#### 10ª giornata
| Hyvinkää 19 agosto 2017, ore 13:00 | Hyvinkää Falcons | 6 – 30 | Mikkeli Bouncers | Kankurin kenttä |

| Raisio 20 agosto 2017, ore 14:00 | West Coast Phoenix | 28 – 18 | Tampere Saints | Kerttulan urheilukenttä |

### Classifica
La classifica della regular season è la seguente:
- PCT = percentuale di vittorie, G = partite giocate, V = partite vinte, P = partite perse, PF = punti fatti, PS = punti subiti

| Pos. | Squadra            | PCT   | G | V | N | P | PF  | PS  |
| ---- | ------------------ | ----- | - | - | - | - | --- | --- |
| 1    | Tampere Saints     | 1.000 | 8 | 7 | 0 | 1 | 174 | 68  |
| 2    | Mikkeli Bouncers   | .750  | 8 | 6 | 0 | 2 | 202 | 66  |
| 3    | West Coast Phoenix | .500  | 8 | 4 | 0 | 4 | 114 | 128 |
| 4    | Jyväskylä Jaguars  | .375  | 8 | 3 | 0 | 5 | 94  | 132 |
| 5    | Hyvinkää Falcons   | .000  | 8 | 0 | 0 | 8 | 21  | 211 |

## Playoff

### Tabellone
|  | Semifinali | Semifinali         | Semifinali |                    |   | IX Finale Naisten I-divisioona | IX Finale Naisten I-divisioona | IX Finale Naisten I-divisioona |  |
|  |            |                    |            |                    |   |                                |                                |                                |  |
|  |            |                    |            |                    |   | 1                              | Tampere Saints                 | 33                             |  |
|  |            |                    |            |                    |   | 1                              | Tampere Saints                 | 33                             |  |
|  |            |                    | 3          | West Coast Phoenix | 0 |                                |                                |                                |  |
|  | 2          | Mikkeli Bouncers   | 3          | West Coast Phoenix | 0 | 14                             |                                |                                |  |
|  | 2          | Mikkeli Bouncers   |            |                    |   |                                |                                |                                |  |
|  | 3          | West Coast Phoenix | 20         |                    |   |                                |                                |                                |  |

### Semifinale
| Mikkeli 27 agosto 2017, ore 17:30 | Mikkeli Bouncers | 14 – 20 | West Coast Phoenix | Urpolan tekonurmi |

### IX Finale Naisten I-divisioona
| Tampere 10 settembre 2017, ore 16:00 | Tampere Saints | 33 – 0 | West Coast Phoenix | Pyynikin urheilukenttä |

## Verdetti
- Tampere Saints Vincitrici della Naisten I-divisioona 2017